# Nélie Jacquemart
Nélie Jacquemart, född den 25 juli 1841, död den 14 maj 1912, var en fransk målare, dotter till Albert Jacquemart, syster till Jules-Ferdinand Jacquemart, gift med bankiren Édouard André.
Nélie Jacquemart målade kyrkobilder och porträtt (Canrobert 1870, Thiers 1872, Palikao 1877, med flera). Enligt sin förut avlidne makes önskan testamenterade hon till Institutet deras förmögenhet och bostad med dess betydande konstsamlingar, som nu utgör Musée Jacquemart-André.